# Squelch

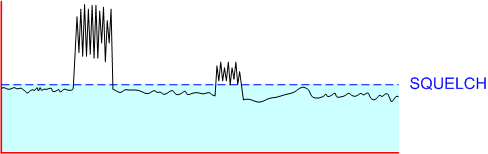
Un llindar de silenciador

En telecomunicacions, l'squelch és una funció de circuit que actua per suprimir la sortida d'àudio (o vídeo) d'un receptor en absència d'un senyal d'entrada fort. Essencialment, el silenciador és un tipus especialitzat de porta de soroll dissenyat per suprimir senyals febles. Squelch s'utilitza en ràdios bidireccionals i escàners de ràdio VHF/UHF per eliminar el so del so quan la ràdio no rep la transmissió desitjada.

## Squelch de la portadora
Un squelch portador, codan, o silenciador de soroll és la variant més senzilla de totes. Funciona estrictament en funció de la força del senyal, com ara quan un televisor silencia l'àudio o deixa en blanc el vídeo en canals "buits", o quan un walkie-talkie silencia l'àudio quan no hi ha cap senyal. En alguns dissenys, el llindar de silenciació està preestablert. Per exemple, els paràmetres de silenciador de televisió solen estar preestablerts. Els receptors de les estacions base, o els repetidors als llocs remots de les muntanyes, normalment no es poden ajustar de manera remota des del punt de control.
A les ràdios bidireccionals (també conegudes com a radiotelèfons), el nivell de senyal rebut necessari per desactivar (desactivar el silenci) el receptor es pot fixar o ajustar amb un botó o una seqüència de pressions de botons. Normalment, l'operador ajustarà el control fins que s'escolti el soroll, i després s'ajustarà en la direcció oposada fins que el soroll s'apaga. En aquest punt, un senyal feble desactivarà el receptor i serà escoltat per l'operador. Un ajust addicional augmentarà el nivell de senyal necessari per desactivar el receptor.
Un circuit de silenciador de portadora de ràdio bidireccional FM típic funciona amb soroll. Per minimitzar els efectes de l'àudio de veu en el funcionament del silenciador, l'àudio del detector del receptor passa a través d'un filtre de pas alt, que normalment passa 4.000 Hz (4 kHz) i superior, deixant només soroll d'alta freqüència. El control de silenciador ajusta el guany d'un amplificador que varia el nivell del soroll que surt del filtre. Aquest soroll es rectifica, produint una tensió de CC quan hi ha soroll. La presència de soroll continu en un canal inactiu crea una tensió de CC que apaga l'àudio del receptor. Quan es rep un senyal amb poc o cap soroll, la tensió derivada del soroll es redueix i l'àudio del receptor es desactiva. Algunes aplicacions tenen el receptor lligat a altres equips que utilitzen la tensió de control de silenciament d'àudio, com a indicació de "signal present"; per exemple, en un repetidor, l'acte d'activació del silenci del receptor activarà l'emissor. El silenciador es pot obrir (apagar), cosa que permet escoltar tots els senyals, inclòs el soroll de radiofreqüència a la freqüència de recepció. Això pot ser útil quan s'intenta escoltar senyals llunyans o febles, per exemple en DXing.

## Uses
Squelch es va inventar primer i encara s'utilitza àmpliament a la ràdio bidireccional. Squelch de qualsevol tipus s'utilitza per indicar la pèrdua de senyal, que s'utilitza per evitar que els repetidors de ràdio comercials i d'aficionats transmetin contínuament. Atès que un receptor de silenciador de portadora no pot distingir una portadora vàlida d'un senyal fals (soroll, etc.), CTCSS també s'utilitza sovint, ja que evita les tecles falses. L'ús de CTCSS és especialment útil en freqüències congestionades o en bandes de freqüència propenses a saltar-se i durant l'obertura de bandes.
Els micròfons sense fil professionals utilitzen el silenciador per evitar la reproducció del soroll quan el receptor no rep prou senyal del micròfon. La majoria dels models professionals tenen un silenciador ajustable, normalment configurat amb un ajust de tornavís o control del panell frontal al receptor.